# Ou Ambel (gmina)
Ou Ambel – gmina (khum) w północno-zachodniej Kambodży, w środkowej części prowincji Bântéay Méanchey, w dystrykcie Seirei Saôphoăn. Stanowi jedną z 8 gmin dystryktu.

## Miejscowości
Na obszarze gminy położonych jest 5 miejscowości:
- Saesen
- Kourothan
- Roung Masin
- Prohut
- Ou Ambel